# Libro Quinto della Metafisica
Il libro quinto della Metafisica di Aristotele è interamente dedicato alla definizione dei termini più importanti per la filosofia aristotelica. Si può definirlo come il primo "vocabolario filosofico" della cultura occidentale.

## Struttura
La sua struttura morfologica è molto semplice: ogni capitolo del libro tratta un termine, esponendo alcune definizioni e spiegandole molto brevemente con esempi. Alla fine viene generalmente riassunta una definizione principale. I termini analizzati sono:
- cap.1 - principio (ΑΡΧΗ)
- cap.2 - causa (ΑΙΤΙΟΝ)
- cap.3 - elemento (ΣΤΟΙΧΕΙΟΝ)
- cap.4 - natura (ΦΥΣΙΣ)
- cap.5 - necessario (ΑΝΑΓΚΑΙΟΝ)
- cap.6 - uno (ΕΝ)
- cap.7 - essere (ΟΝ)
- cap.8 - sostanza (ΟΥΣΙΑ)
- cap.9 - identico (ΤΑΥΤΟΝ), diverso (heteron), differente (ΔΙΑΦΟΡΟΝ), simile (ΟΜΟΙΟΝ)
- cap.10 - opposto (ΑΝΤΙΚΕΙΜΕΝΟΝ), contrario (ΕΝΑΝΤΙΟΝ), differente per specie (heteron to eidei)
- cap.11 - anteriore (ΠΡΩΤΕΡΟΝ), posteriore (ΥΣΤΕΡΟΝ)
- cap.12 - potenza (ΔΥΝΑΜΙΣ), impotenza (ΑΔΥΝΑΜΙΑ), possibile (ΔΥΝΑΤΟΝ), impossibile (ΑΔΥΝΑΤΟΝ)
- cap.13 - quantità (ΠΟΣΟΝ)
- cap.14 - qualità (ΠΟΙΟΝ)
- cap.15 - relativo (pros ti)
- cap.16 - perfetto o finito (ΤΕΛΕΙΟΝ)
- cap.17 - limite (ΠΕΡΑΣ)
- cap.18 - ciò secondo cui (tò kath'hò), di per sé (tò kath'autò)
- cap.19 - disposizione (ΔΙΑΘΕΣΙΣ)
- cap.20 - avere o abito (hexis)
- cap.21 - affezione (ΠΑΘΟΣ)
- cap.22 - privazione (steresis)
- cap.23 - avere (ΕΧΕΙΝ)
- cap.24 - provenire (ΤΟ ΕΚ ΤΙΝΟΣ ΕΙΝΑΙ)
- cap.25 - parte (ΜΕΡΟΣ)
- cap.26 - totalità (ΟΛΟΝ)
- cap.27 - mutilato (ΚΟΛΟΒΟΝ)
- cap.28 - genere (ΓΕΝΟΣ)
- cap.29 - falso (ΨΕΥΔΟΣ)
- cap.30 - accidente (symbebekos)

### Principio (archè)
Nel primo capitolo di questo libro Aristotele definisce cose sia il principio. Per farlo specifica una serie di definizioni:
- È la parte di una cosa dalla quale si prendono le mosse per muoversi;
- È il punto da cui una cosa parte per riuscire nel modo migliore possibile;
- È la parte originaria e interna alla cosa  e da cui la cosa deriva;
- È il termine dal quale una cosa trae la sua prima origine e che è inerente alla cosa, ma dal quale per loro natura hanno inizio il movimento e il cambiamento;
- È qualcosa che con la propria scelta fa muovere le cose che si muovono e mutare le cose che mutano;
- È il termine primo in base al quale si può conoscere una cosa.

Riassumendo queste definizioni, si può dire che il principio è il primo termine dal quale trae inizio l'essere, il divenire o il conoscere.
Tutte le cause sono principi e alcuni principi sono interni alla cosa, altri esterni.

### Causa (aìtion)
Aristotele sostiene che ci siano quattro tipi di cause:
- La materia di cui la cosa è fatta(causa materiale)
- La specie, l'essenza, la forma, il modello, la sua definizione con i generi dell'essenza e le parti della definizione (causa formale)
- Il principio primo del movimento e del cambiamento (causa efficiente)
- Lo scopo, il fine per cui accade un'azione (causa finale)

L'esempio classico che si trova ovunque per spiegare meglio le quattro cause è quello della statua. Perché esista la statua deve esserci del materiale con cui farla, per esempio il bronzo (causa materiale). Poi serve un'Idea di statua (causa formale, cioè che riguarda la forma della statua), alla quale lo scultore si ispira per scolpirla. Inoltre deve esserci una forza che agisce sul bronzo, seguendo le direttive della causa formale, per renderla un lavoro finito. Questa forza (causa efficiente) nel nostro caso è lo scultore. Infine c'è uno scopo per il quale l'artista trasforma il bronzo in statua, che può essere divertimento, fama, denaro, ecc.(causa finale).
Una medesima cosa può anche essere causa di contrari(il pilota può essere causa di naufragio o di salvezza) e cause della stessa specie possono intendersi in molteplici significati(una è causa in senso anteriore, l'altra in senso posteriore, una è una causa è propria, un'altra è accidentale, una è in atto, l'altra in potenza).

### Elemento (stoicheion)
Anche di elemento Aristotele dà una serie di definizioni che nascono dall'opinione comune:
- È il componente primo di una cosa, che inerisce a quella cosa, ed è indivisibile per specie;
- Si intendono gli elementi delle dimostrazioni;
- In senso improprio è ciò che è piccolissimo e ciò che è universale.

Da queste definizioni, Aristotele ricava la definizione generale: elemento è il primo componente immanente interno di una cosa.

### Natura (physis)
Allo stesso modo delle definizioni precedenti, Aristotele propone una serie di significati:
- È la nascita delle cose che crescono;
- È il principio interno e immanente della crescita, interno alla cosa che cresce;
- È il principio del movimento di una cosa naturale, che appartiene a essa in quanto è quella che è;
- È il principio materiale originario da cui deriva o è fatta una cosa naturale (il bronzo è la natura di una statua);
- È la sostanza delle cose naturali;
- È la forma che si unisce alla materia;
- Per traslato si dice in generale che ogni sostanza è natura, perché anche la natura è sostanza.

Aristotele conclude dicendo che la natura è la sostanza delle cose che posseggono il principio del movimento in sé medesimo e per propria essenza : in altri termini è la sostanza vista nella sua dinamicità.

### Necessario (anankaion)
Anche qui Aristotele dà alcune definizioni sommarie, prima di arrivare a quella principale:
- È ciò che costituisce una causa ausiliaria, senza la quale non è possibile vivere;
- È una causa ausiliaria senza la quale il bene non può esserci o nascere, o senza la quale non si può evitare il male o liberarsi da esso;
- Si tratta di ciò che, contrario all'impulso e alla scelta, impedisce e ostacola;
- È la dimostrazione del sillogismo.
- È necessario ciò che non può essere altrimenti.

La definizione che coglie meglio il senso di "necessario", per Aristotele è ciò che è semplice, perché non può essere in più modi.
Alcune cose necessarie hanno fuori di sé la causa della loro necessità, in altre essa è immanente.
La necessità si lega indissolubilmente alla semplicità in quanto ciò che è necessario non può essere ora in uno stato ora in un altro.

### Uno (hen)
L'unità viene intesa da Aristotele in due modi: per accidente e di per sé.
Nel primo caso, lo Stagirita sostiene che siano unità accidentali quelle:
- di una sostanza con un accidente:"Corisco" e il "musico";
- di due accidenti fra loro:"musico" e "giusto";
- una sostanza con un accidente rispetto alla medesima sostanza considerata assieme a un altro accidente:"Corisco musico" e "Corisco giusto";
- una sostanza con un accidente considerata rispetto alla stessa sostanza: ""Corisco musico "e "Corisco";
- vedi sopra, ma in senso universale:"uomo" e "uomo musico".

Nel secondo caso, egli sostiene che le cose possano essere unità di per sé in questi modi:
- per continuità naturale o artificiale (ad esempio un fascio o pezzi di legno uniti da colla, una gamba, un braccio) ;
- in caso di sostrato che non varia per specie:si dice che il vino è uno e che l'acqua è una in quanto sono indivisibili secondo la specie e si dice che tutti i liquidi costituiscono un'unità perché il loro sostrato è identico:essi infatti sono tutti acqua o aria;
- perché hanno un genere unico: cavallo e uomo sono un'unità in quanto tutti animali.
- perché le definizioni delle cose che costituiscono un'unità non possono essere distinte.

In sintesi tutto ciò che è indivisibile viene detto unità.
Le cose hanno unità quando sono in relazione con ciò che costituisce un'unità. Ma questa definizione non è molto precisa, perché ha una struttura ricorsiva (ciò nella definizione viene chiamato in causa il termine da definire). 
Aristotele comincia a definire l'unità nel suo senso principale, cioè quello di unità per sostanza. Scendendo un po' più nel dettaglio, è "uno" ciò che ha unità di sostanza per continuità, specie o definizione. Ma non sempre la continuità è garante di un'unità di sostanza: per esempio le parti di una scarpa messe in ordine casuale, hanno la continuità (sono tutte parti di un'unica cosa) ma non hanno unità. Ma per essere veramente una scarpa (unica) devono essere disposte secondo un ordine preciso. In alcuni casi, quindi, per garantire l'unità è necessario che ci sia unità di forma.
Aristotele tratta poi dell'uno inteso come principio numerico. Con ciò non vuole intendere che l'uno sia l'inizio della serie numerica, bensì che il principio da cui tutti i numeri derivano.
Correlato a questo, viene trattato l'uno come unità di misura. Noi infatti conosciamo il mondo che ci circonda attraverso la misurazione, e ciò è possibile perché confrontiamo tutto con l'uno. Per esempio nella misura delle estensioni, prendiamo un segmento di lunghezza 1, e lo confrontiamo con la lunghezza che vogliamo misurare. 
L'unità di misura non è la stessa per tutti i generi: non si può misurare in rapporto all'Uno, ma in rapporto a un'unità di misura che varia da genere a genere. In ambito matematico-geometrico, Aristotele afferma che è unità ciò che è indivisibile per quantità o per specie. Infatti se fosse divisibile in tre dimensioni, si chiamerebbe corpo; se lo fosse in due dimensioni, sarebbe una superficie; se lo fosse in una dimensione, sarebbe linea, se non fosse divisibile ma avesse posizione si chiamerebbe punto. Se non avesse né dimensione né posizione, allora sarebbe effettivamente un'unità. 
Aristotele tratta più superficialmente gli altri tipi di unità: 
- ha unità secondo il numero ciò che ha un'unica materia;
- ha unità secondo la specie ciò he ha un'unica definizione;
- ha unità secondo il genere ciò che rientra nella medesima categoria;
- ha unità secondo proporzione ciò che sta come una cosa rispetto ad un'altra.

Questi quattro tipi di unità implicano sempre le successive, ma non viceversa: l'unità di specie implica che ci sia un'unità di genere, ma non implica che ci sia unità di numero.

### Essere (òn)
L'essere si considera:
- per accidente, quando si tratta di caratteristiche che non riguardano l'essenza di una cosa. Per esempio i capelli biondi non fanno parte dell'"essenza" dell'uomo, ma sono una caratteristica transitoria, un accidente per l'appunto.
- di per sé, quando si tratta di caratteristiche che riguardano direttamente l'essenza di una cosa. "Di per sé" è una traduzione un po' antiquata del greco kath'hautò, che si potrebbe rendere benissimo con la parola essenza. Ma la maggior parte dei commentatori utilizza il termine tradizionale e quindi bisogna adeguarsi. Ci sono tanti modi di esprimere il "di per sé" di una cosa, tante quanto le categorie dell'essere. Infatti dire che l'uomo è camminante (soggetto + categoria) è la stessa cosa che dire l'uomo cammina (caratteristica del soggetto "di per sé") - considerando tuttavia che in tal caso abbiamo a che fare con una caratteristica accidentale, il camminare, e non essenziale dell'uomo. Essenziale è invece l'essere in un luogo e in una certa condizione (cfr. le categorie).
- nel senso del vero e del falso. Questa qualità non è propria dell'essere, bensì dell'essere che viene pensato. Infatti vero è la corrispondenza tra pensiero e realtà (esempio: Socrate cammina. Questa frase è vera se Socrate sta effettivamente camminando). Il falso è il contrario del vero.
- secondo atto e potenza. Con questi due ternmini, Aristotele risolve il problema del divenire. Alcuni filosofi precedenti negavano il divenire perché lo consideravano un passaggio dall'essere al non-essere, che in quanto non è, non può esistere. Indirizzato da Platone, Aristotele sostiene che il divenire sia il passaggio da un tipo di essere ad un altro. L'esempio classico è quello del vedente: un uomo che ha gli occhi chiusi vede in potenza, ciò significa che non sta vedendo, ma potrebbe vedere. Se quest'uomo apre gli occhi, allora vede in atto, cioè utilizza gli occhi per il loro vero scopo, vedere.

### Sostanza (ousia)
Aristotele dà delle definizioni molto sommarie del termine "sostanza", perché ne parlerà in maniera più approfondita nei cosiddetti libri della sostanza (cioè i libri settimo, ottavo e nono). Sono sostanze:
- i corpi semplici, come la terra, il fuoco e l'acqua, e tutte le altre cose di questo genere, e, in generale, i corpi e le cose formate da essi;
- ciò che, stando nelle cose che non si predicano di un soggetto, è causa del loro essere (per esempio l'anima per l'animale)
- è l'essenza sostanziale che, espressa in un discorso, dà luogo alla definizione.

Catalogando in maniera razionale queste tre definizioni, si può affermare che la sostanza è intesa in due modi
- come soggetto ultimo (che quindi non si predica di nessun'altra cosa)
- come un qualcosa di determinato che può sussistere separatamente dalle altre cose, in altre parole la forma

### Identico (tauton), Diverso (heteron), Differente (diaphoron), Simile (homoion)
Le cose si dicono identiche in due sensi:
- accidentalmente; per esempio "bianco" e "musico" sono identici perché sono accidenti dello stesso soggetto;
- di per sé; e si dice in tanti modi quanti ne vengono detti per l'unità di per sé (unità numerica di materia, unità specifica di materia e unità di sostanza)

L'identità può effettivamente essere considerata come una forma di unità.
Le cose si dicono diverse quando o la loro specie o la loro materia o la definizione della loro sostanza è più di una (diverso è l'opposto di identico)
Si dicono differenti le cose che sono diverse, pur avendo qualcosa di identico, che non sia solo il numero.
Infine si dicono simili le cose che hanno proprietà del tutto uguali, le cose che hanno proprietà più uguali che diverse o quelle di cui è unica la qualità.

### Opposto (antikeimeon), Contrario (enantion), Differente per specie (heteron to eidei)
Per descrivere i tre termini analizzati in questo capitoletto, Aristotele dà una lunga lista di esempi. Infatti, sono opposti:
- i termini che sono contraddittori;
- i contrari
- i relativi
- i termini indicanti capacità e la loro privazione
- gli estremi della generazione e della corruzione
- le cose che non possono stare contemporaneamente nel soggetto del quale possono essere predicate entrambe.

Sono contrari:
- i termini diversi di genere che non possono coesistere nella stessa cosa
- i termini tra i quali intercorre la massima differenza nello stesso genere, nello stesso soggetto, o sotto la medesima potenza

Sono differenti per specie:
- le cose che non sono subordinate l'una all'altra
- le cose che hanno una differenza
- le cose che si distinguono perché le loro sostanze contengono termini contrari
- i contrari (specialmente in senso primario)
- le cose la cui definizione differisce per l'ultima specie del genere
- le cose che appartengono alla stessa sostanza, ma hanno almeno una differenza.